# Ołena Ohorodnikowa
Ołena Wałerijiwna Ohorodnikowa (ukr. Олена Валеріївна Огороднікова; ur. 30 maja 1981 w Nowej Kachowce) – ukraińska koszykarka grająca na pozycji niskiej skrzydłowej.
W sezonie 2014/2015 zawodniczka polskiego klubu Tauron Basket Ligi Kobiet – KSSSE AZS PWSZ Gorzów Wielkopolski